# 第四十七銀行
第四十七銀行（だいしじゅうしちぎんこう）は、明治期に千葉県に国立銀行として設立され、その後富山市に本店を移転して、私立銀行に転換した北陸銀行の前身の一つである。

## 概要
第四十七国立銀行（だいしじゅうしちこくりつぎんこう）は1878年（明治11年）10月18日に千葉県で設立された。
1882年（明治16年）6月に設立されて同年9月1日に開業した（初代）富山銀行が、1890年（明治24年）11月10日に八幡第四十七国立銀行の営業権を買収して合併し、富山に本店を移転させると共に富山第四十七国立銀行と改称した。
この経営統合により、宇津善吉や中田太七郎、金井久兵衛、金岡又左衛門、沢田金太郎などの富山の売薬業者を中心に富山市の有力者が経営に参画して、経営基盤を富山に移すことになった。
1897年（明治30年）9月1日には営業満期国立銀行処分法により私立銀行として営業継続することになり、(株)第四十七銀行と改称した。
1921年（大正10年）10月25日には、当行と岩瀬銀行、魚津銀行、越中銀行、黒東銀行、小杉銀行、実業銀行、新湊貯蓄銀行、大正昼夜銀行、高岡貯金銀行、礪波銀行、中越銀行、富山銀行、永守貯蓄銀行、氷見銀行、伏木貯蓄銀行、本郷貯蓄銀行の17行の貯蓄銀行業務を統合するため、共同で富山合同貯蓄銀行を設立し、その業務を譲渡した。
1935年（昭和10年）2月20日に永守銀行を合併して事業規模の拡大を図ったが、1939年（昭和14年）12月11日に十二銀行に吸収合併されて、その歴史に終止符を打った。
戦争遂行のための国策として「一県一行」の方針が採られたことから、十二銀行が富山市を拠点としていた（2代目）富山銀行と高岡市を中心に営業していた高岡銀行、砺波市を中心に営業していた中越銀行と合併し、北陸銀行となっている。

## 沿革
- 1878年（明治11年）10月18日：千葉県で第四十七国立銀行を設立[2]
- 1882年（明治16年）
  - 6月：（初代）富山銀行を設立[2]
  - 9月1日：（初代）富山銀行開業[2]
- 1890年（明治24年）11月10日：（初代）富山銀行が八幡第四十七国立銀行の営業権を買収して合併し、富山に本店を移転させると共に富山第四十七国立銀行と改称[2]
- 1897年（明治30年）9月1日：営業満期国立銀行処分法により私立銀行(株)第四十七銀行と改称[2]
- 1921年（大正10年）10月25日：17行共同で富山合同貯蓄銀行を設立し、貯蓄銀行業務を譲渡して統合[2]
- 1935年（昭和10年）2月20日：永守銀行を合併[2]
- 1939年（昭和14年）12月11日：十二銀行に吸収合併される[2]
- 1943年（昭和18年）
  - 7月27日：十二銀行と中越銀行、高岡銀行、（2代目）富山銀行との4行により新設合併する北陸銀行の設立総会を開催[2]
  - 7月31日：北陸銀行が開業[2]